# Wegkapelle Altenbeuren
Die Wegkapelle zwischen Schapbuch, einem Hof und dem zum Salemer Teilort Beuren gehörenden Dorf Altenbeuren im Bodenseekreis in Baden-Württemberg liegt etwas zurückgesetzt an der Mennwanger Straße L204.
Die Wegkapelle stammt aus der Zeit um 1800. Sie besitzt ein Satteldach und ist zu ihrer Südseite hin geöffnet. Der Bau wurde aus Steinquadern gemauert und ist verputzt. An den Innenwandflächen befanden sich ursprünglich Pflanzenornamente in gerahmten Feldern. Im Deckenspiegel ist ein Heiliger dargestellt (evtl. der Hl. Wendelin). Vor der Rückwand gab es früher eine Kreuzigungsgruppe. Die zugehörigen Standfiguren des Johannes und der Maria sind abhandengekommen. Der etwa 1,25 m große hölzerne Kruzifix mit klassizistischen Balken-Enden stammt wohl noch aus der Erbauungszeit der Kapelle. Die Wegkapelle zählt zu den denkmalgeschützten Kleindenkmälern in Baden-Württemberg.